# Graaf der Szeklers

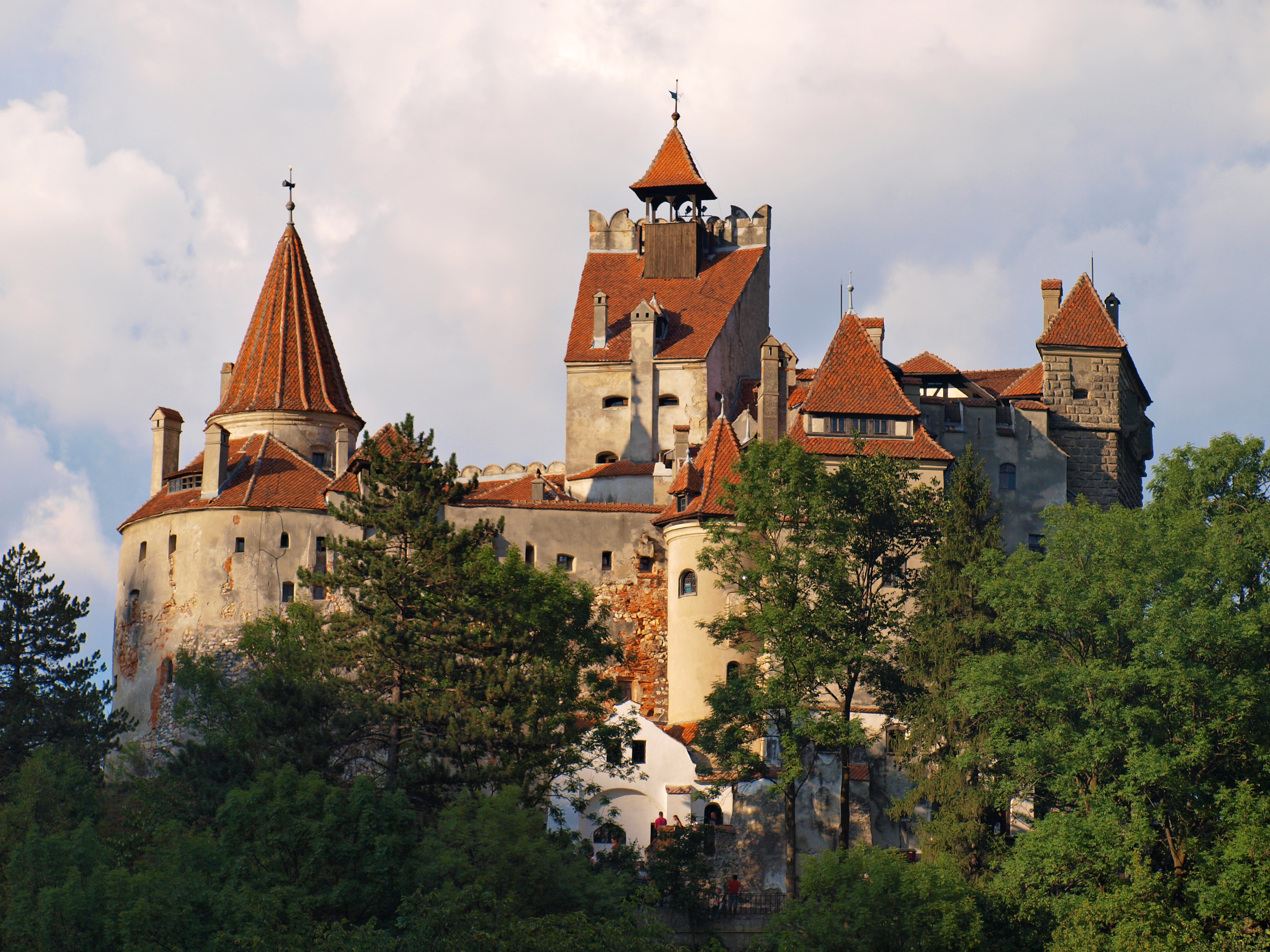
Törcsvár, beter bekend als Kasteel Bran, was een van de kastelen die beheerd werden door de graaf der Szeklers, maar buiten het Szeklerland lag

De graaf der Szeklers (Hongaars: székelyispán, Latijn: comes Sicolorum) was in het middeleeuwse koninkrijk Hongarije de bestuurlijke leider van de Hongaarstalige Szeklers in Zevenburgen. De functie werd voor het eerst vermeld in koninklijke oorkonden uit de 13e eeuw. De graaf der Szeklers was de hoogste koninklijke ambtenaar in rang in het Szeklerland. Daarnaast omvatte het bevoegdheidsgebied van de Szeklergraaf van ongeveer 1320 tot de tweede helft van de 15e eeuw eveneens vier Saksische districten (Brassó, Medgyes, Beszterce en Radna), bovenop de zeven Szekler-stoelen.
De officiële residentie van de Szeklergraven was Görgény. De graven waren bovendien bevoegd voor belangrijke kastelen buiten het gebied dat ze bestuurden. Ze waren de opperste bevelhebbers van de Szekler-troepen en zaten algemene vergaderingen voor van de afzonderlijke stoelen en van de hele Szekler-gemeenschap. Naast een bestuurlijke en militaire functie, had de graaf der Szeklers ook gerechtelijke bevoegdheden.
Vanaf de late 14e eeuw stelden de Hongaarse koningen twee of drie edellieden aan om het ambt gezamenlijk uit te oefenen. Vanaf de jaren 1440 was een van de gezamenlijke graven der Szeklers doorgaans ook vojvoda van Zevenburgen. Vanaf 1467 waren beide titels in de praktijk standaard verenigd. Toen er aan het einde van de 16e eeuw een einde kwam aan de functie van vojvoda, maten de vorsten van Zevenburgen zich stelselmatig ook de titel van graaf der Szeklers aan. Na de integratie van het vorstendom in de Habsburgse monarchie, geraakte de titel tegen het einde van de 18e eeuw in onbruik. Op vraag van de Szeklers werd de titel vervolgens opnieuw gebruikt door Maria Theresia en al haar opvolgers op de Hongaarse troon tot in 1918.